# Furnarius
A Furnarius magyarul valódi fazekasmadarak a család névadó neme, a madarak (Aves) osztályának verébalakúak (Passeriformes) rendjébe és a fazekasmadár-félék (Furnariidae) családjába tartozó nem.

## Rendszerezésük
A nemet Louis Pierre Vieillot francia ornitológus írta le 1816-ban, jelenleg az alábbi 6 vagy 8 faj tartozik ide:
- sápadtlábú fazekasmadár (Furnarius leucopus)
  - Furnarius leucopus cinnamomeus[2] vagy Furnarius cinnamomeus[3]
  - Furnarius leucopus longirostris[2] vagy Furnarius longirostris[3]
- fehérszalagos fazekasmadár (Furnarius figulus)
- halványcsőrű fazekasmadár (Furnarius torridus)
- kis fazekasmadár (Furnarius minor)
- közönséges fazekasmadár (Furnarius rufus)
- bóbitás fazekasmadár (Furnarius cristatus)

## Előfordulásuk
Dél-Amerika középső és déli részén honosak. A természetes élőhelyeik a szubtrópusi és trópusi esőerdők, mocsári erdők és cserjések, valamint víz közeli területek.

## Megjelenésük
Testhosszuk 15-23 centiméter közötti. Tollazatuk általában barna. Viszonylag rövid farkuk és hosszú csőrük van.

## Szaporodásuk
Sárból, fűvel és rostokkal megerősített, kandallóra hasonlító fészket építenek.
|  |